# Tecnisa
Tecnisa é uma empresa do mercado imobiliário brasileiro. Atua de forma integrada (incorporação, construção e vendas), Fundada em São Paulo, Brasil em 22 de setembro de 1977, já lançou mais de 8.000.000 m² em 27 cidades no país. A empresa é cotada na B3.
Em 2012 registrou prejuízo pela primeira vez, e a intenção manifesta de seus controladores é diminuir o ritmo dos negócios.. Teve ainda problemas na entrega de unidades vendidas na planta, tendo até que indenizar cliente por atraso. A empresa possui reputação considerada como regular no site de avaliações ReclameAqui, tendo a nota de 6,3 de 10, devido principalmente ao histórico de atraso na entrega das obras.
A companhia coleciona homenagens e prêmios, entre os principais, o reconhecimento pelo oitavo ano consecutivo o Prêmio Consumidor Moderno de Excelência em Serviços ao Cliente 2011[carece de fontes?]. Pelas boas práticas de gestão com a inclusão por três anos consecutivos - 2007, 2008 e 2009 - no ranking "150 melhores empresas para você trabalhar", elaborado pela revista Você S/A Exame[carece de fontes?] e a estreia, em 2009, no ranking As 100 Melhores Empresas para Trabalhar, promovido pela Revista Época  em parceria com o Instituto Great Place to Work Institute (GPTW)[carece de fontes?]. 
Na divulgação de resultados do 1° trimestre de 2020 (1T20), as Vendas Líquidas, parte TECNISA, totalizam R$ 70 milhões, que representam uma Venda Sobre Oferta (VSO Líquida) de 17%. A Geração de Caixa Total Ajustada soma R$ 15 milhões no trimestre. A TECNISA encerrou o 1T20 com uma Disponibilidade de Caixa e Aplicações Financeiras de R$ 261 milhões versus R$ 60 milhões em Dívidas Vincendas em 2020, o que a coloca em uma posição privilegiada para enfrentar as incertezas e capturar as eventuais oportunidades.